# Tachina grossa
Tachina grossa là một loài ruồi trong họ Tachinidae.